# Dieter Zajdel
Dieter Zajdel (Gliwice, 7 luglio 1942) è un ex calciatore polacco, di ruolo centrocampista.

## Carriera
In patria ha militato nel Górnik Wałbrzych.
Trasferitosi negli Stati Uniti d'America, Zajdel milita con i newyorkesi del N.Y. Cosmos dal 1972 al 1973 nella North American Soccer League, con cui vince l'edizione 1972, giocando anche nella finale contro i St. Louis Stars.
Nella stagione 1974 passa ai S.J. Earthquakes, con cui giunge a disputare il primo turno dei play-off per l'assegnazione del titolo, perdendolo contro i texani del Dallas Tornado.
Nella stagione 1976 passa ai Connecticut Yankees, franchigia dell'American Soccer League, con cui giunge al 5º posto nella Eastern Division.

## Palmarès
- Campionato NASL: 1

New York Cosmos: 1972